# Gunnar Bärlund
Gunnar Richard Bernhard ”GeeBee” Bärlund, född 9 januari 1911 i Helsingfors, död 2 augusti 1982 i Florida, var en finlandssvensk amatör- och professionell boxare i tungvikt 1934– 1947. 
När Bärlund var som bäst rankades han 1938 som andra utmanare till amerikanaren Joe Louis. Någon boxningsmatch emellan dem kom dock aldrig till stånd. På den tiden grasserade en formlig Bärlund-feber i Finland. Han blev GeeBee med hela finländska folket, och ännu efter sin död är han högt aktad i Finland.  
Gunnar Bärlund blev amerikansk medborgare år 1946. Han var gift med Eva som var hemmahörande från Värmland i Sverige, och han var far till en dotter (Ingrid) och en son (Dick). Under sin boxningskarriär vägde han i runda tal 90 kilogram och var 187 centimeter lång.

## Amatörkarriären
Gunnar Bärlund växte upp i stadsdelen Vallgård i Helsingfors. Under barndomen var han spenslig och något blyg. I fjortonårsåldern gick Gunnar med i den lokala finskspråkiga boxningsklubben, Helsingin Jyry. Han förlorade sin debutmatch som amatör i första ronden på knockout. Gunnar lät sig inte nedslås av det bakslaget utan fortsatte att träna energiskt. Hans träning började så småningom bära frukt. Förutom nationella framgångar började han även nå internationella framgångar. Sin första stora internationella boxningsturnering vann Bärlund som sjuttonåring i Moskva.   
Som nittonåring år 1930 gick Gunnar över till Kronohagens IF, som på den tiden hade en boxningssektion. Stark som han var besegrade han alla som kom i hans väg, och steg snabbt mot den nationella tungviktstoppen. Som tjugoettåring år 1932 deltog han i olympiska spelen i Los Angeles men förlorade redan i sin första match mot argentinaren Alberto Lovell. Argentinaren tog sig sedan ända fram till finalen, som han vann.
Europamästare
Bärlund deltog som amatör i Europamästerskapen i boxning i Budapest 1934 och tog sig hela vägen fram till finalen där han mötte tysken Herbert Rung. GeeBee vann då utan större problem EM-titeln för amatörer i tungviktsboxning,

## Proffskarriären
Samma år som Gunnar Bärlund vann EM-titeln för amatörer blev han professionell, och blev därvid också Finlands första professionella boxare. I sin första proffsmatch KO-besegrade han engelsmannen Jeff Wilson i första ronden. År 1935 anordnades för första gången en proffsboxningsgala i Finland, och GeeBee var det stora dragplåstret. Bärlund knockoutbesegrade då tysken Arnold Köbl i åttonde ronden.  
Efter att ha besegrat Europas toppnamn flyttade Bärlund 1936 till Amerikas Förenta Stater. I USA rönte han nya framgångar i proffsringen och marscherade i mycket snabb takt mot boxningstoppen. Strax efter det att GeeBee nådde fjärde plats i boxningstidningen The Rings rankinglista råkade han ut för några förlustmatcher. Bärlund återvände till Europa för att slicka sina sår. Det dröjde dock inte länge förrän GeeBee, full av revanschlusta, var åter tillbaka i USA. Efter några segermatcher låg han sexa på The Rings rankinglista. Den 4 mars 1938 mötte Bärlund världsmästare Max Baers bror Buddy Baer i Madison Square Garden. Bärlund utgick som segrare i den matchen, och inte långt därefter var GeeBee andra utmanare till världsmästartiteln i tungviktsboxning. Joe Louis var vid det laget regerande mästare. 
I slutet av 1938 steg Bärlund på nytt in i ringen på Madison Square Garden och mötte denna gång amerikanen Lou Nova. Matchen avbröts på grund av att Bärlunds ögonbryn spräcktes.  Nova utlystes följaktligen som segrare i den matchen. Gunnar Bärlund förlorade även sin nästa match och rasade därefter hastigt nedåt i rankinglistan. Efter detta lyckades Bärlund inte ta sig tillbaka till boxningstoppen på nytt. 
Bärlund avslutade sin professionella boxningskarriär 1947 efter 86 proffsmatcher, varav han gick ur som segrare i 55 matcher (27 på KO). Han förlorade 30 matcher och en blev oavgjord

## Tiden efter boxningskarriären
Efter sin boxningskarriär arbetade Bärlund som brobyggare i New York. Han bodde med sin familj i en villa i New Jersey. Under hela sitt liv besökte han då och då sitt gamla hemland och blev alltid lika hjärtligt mottagen. 

## Minnesmärken
Vid Pauluskyrkans park i stadsdelen Vallgård i Helsingfors avtäcktes 1991 en staty i brons över Gunnar Bärlund. Statyn utfördes av finländske skulptören Niilo Rikula.